# Alpkogl
Alpkogl är ett berg i Österrike.   Det ligger i distriktet Bruck-Mürzzuschlag och förbundslandet Steiermark, i den östra delen av landet, 80 kilometer sydväst om huvudstaden Wien. Toppen på Alpkogl är 1 448 meter över havet, eller 18 meter över den omgivande terrängen. Bredden vid basen är 0,27 km.
Terrängen runt Alpkogl är huvudsakligen lite bergig. Närmaste större samhälle är Gloggnitz, 9,0 kilometer nordost om Alpkogl. 
I omgivningarna runt Alpkogl växer i huvudsak blandskog. Runt Alpkogl är det ganska tätbefolkat, med 75 invånare per kvadratkilometer.